# Ágios Pávlos (Chypre)
Pour les articles homonymes, voir Île Saint-Paul et Saint-Paul.
Ágios Pávlos (grec moderne : Άγιος Παύλος) est un village de Chypre de plus de 135 habitants.